# Electronic Entertainment Expo 2018

Logo ufficiale.

L'Electronic Entertainment Expo 2018, meglio noto come E3 2018, è stato il 24º Electronic Entertainment Expo. L'evento si è tenuto al Los Angeles Convention Center dal 12 al 15 giugno 2018.
I maggiori espositori della convention sono stati: Electronic Arts, Sony, Bethesda, Nintendo, Microsoft, Square Enix e Ubisoft.
Come accaduto nella precedente edizione, Electronic Entertainment Expo 2018 ha offerto un pass per l'accesso pubblico all'evento, in seguito al successo ottenuto dall'iniziativa durante l'E3 2017.

## Conferenze

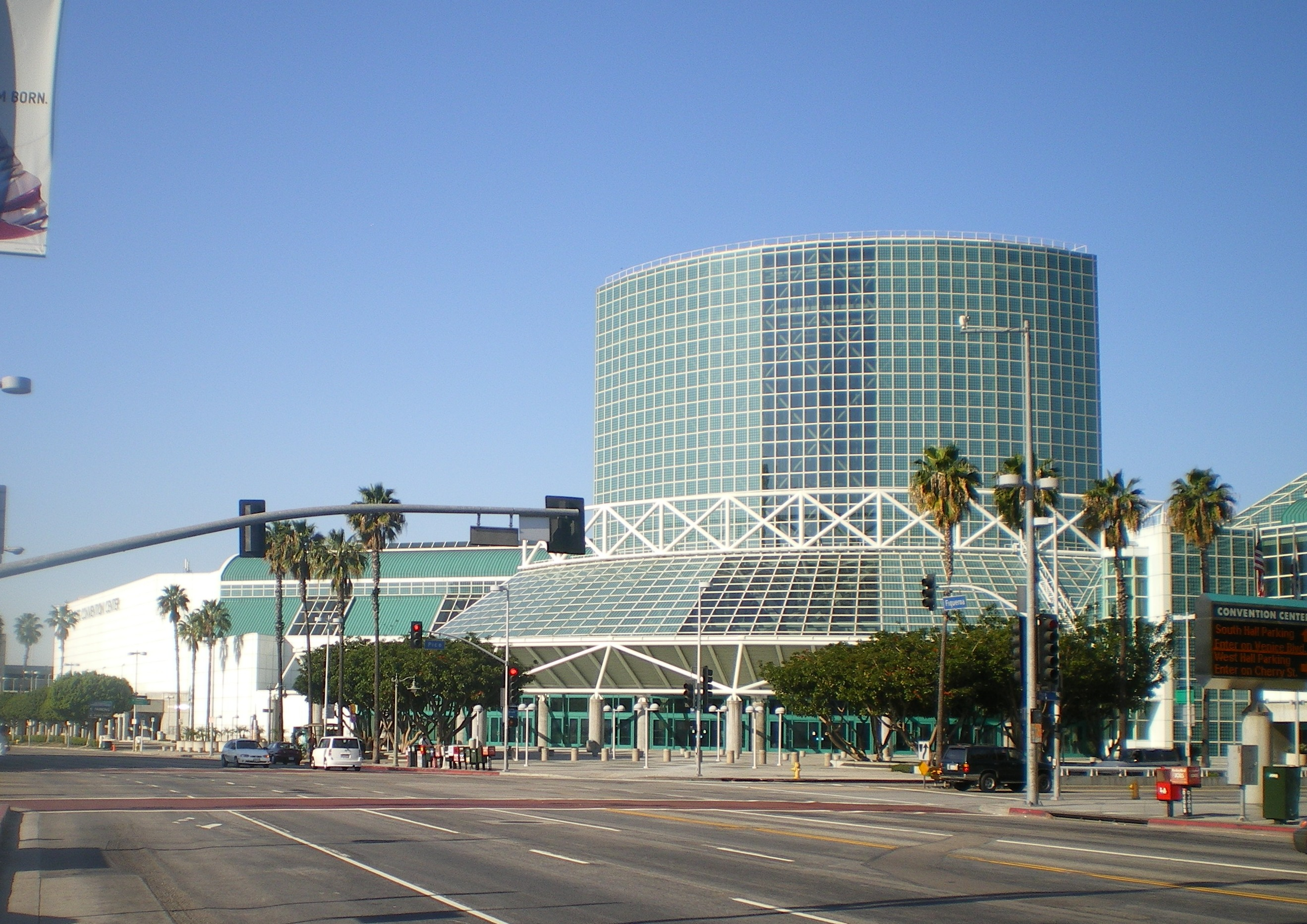
Il Los Angeles Convention Center, luogo dove si svolge l'E3

### Electronic Arts
Electronic Arts ha continuato a gestire un evento separato vicino al Convention Center piuttosto che partecipare all'Expo. L'evento EA Play 2018 si è tenuto presso l'Hollywood Palladium dal 9 giugno all'11 giugno.

### Microsoft
La conferenza stampa di Microsoft si è tenuta il 10 giugno alle ore 13:00 (ora locale) al Microsoft Theater. Phil Spencer ha dichiarato che la conferenza stampa di Microsoft avrebbe visto cambiamenti positivi. Spencer ha confermato che sarebbero stati mostrati trailer di giochi non ancora annunciati e alcune demo.
Oltre alla presentazione di nuovi giochi, sia esclusive che multipiattaforma, l'evento centrale è stato l'annuncio dell'acquisizione da parte di Microsoft Studios di quattro nuovi studi (Playground Games, Ninja Theory, Undead Labs e Compulsion Games), oltre alla presentazione di un quinto studio creato ex-novo (The Initiative).

### Bethesda
Bethesda Softworks ha tenuto la sua conferenza il 10 giugno alle ore 18:30 (ora locale).

### Square Enix
Square Enix ha tenuto la sua conferenza stampa l'11 giugno alle ore 10:00 (ora locale).

### Ubisoft
Ubisoft ha tenuto la conferenza stampa all'E3 l'11 giugno alle ore 13:00 (ora locale).

### Sony
Sony ha ospitato la conferenza stampa lunedì 11 giugno alle ore 18:00 (ora locale). Sony ha continuato la sua "E3 Experience", ovvero un evento trasmesso simultaneamente in un numero limitato di cinema. Sony si è concentrata prevalentemente sui giochi già annunciati in passato, tra i quali Death Stranding, Ghost of Tsushima, Spider-Man e The Last of Us Part II.

### Nintendo
Per il sesto anno consecutivo Nintendo rinuncia ad ospitare una tradizionale conferenza stampa a favore dello streaming di una presentazione video preregistrata che si è tenuta il 12 giugno alle ore 9:00 (ora locale). La presentazione si è concentrata sui giochi Nintendo Switch in uscita nel 2018, con un focus specifico sul prossimo titolo Super Smash Bros.

## Principali espositori
Di seguito è riportato un elenco non completo dei principali espositori presenti all'E3 2018.
- Bethesda Softworks
- Devolver Digital
- Electronic Arts
- Limited Run Games
- Microsoft
- Nintendo
- Sony
- Square Enix
- Ubisoft

## Videogiochi confermati
Questa è la lista dei titoli che sono stati presenti all'E3 2018.
| 505 Games - Project 7 or P7 (codename) (PC / PS4 / Xbox One) - Assetto Corsa Competizione (PC) - Underworld Ascendant (PC) Activision - Call of Duty: Black Ops 4 (PC / PS4 / Xbox One) Annapurna Interactive - Outer Wilds (PC / Xbox One) Atari - RollerCoaster Tycoon (Switch) Atlus - Catherine: Full Body (PS4) - Unannounced title (TBA) - Unannounced title (TBA) Bethesda Softworks - The Elder Scrolls: Legends (PC / Mobile) - Fallout 76 (PC / PS4 / Xbox One) - Rage 2 (PC / PS4 / Xbox One) - Fallout Shelter (PS4 / Switch) - Starfield (TBA) - The Elder Scrolls VI (TBA) Capcom - Mega Man 11 (PC / PS4 / Switch / Xbox One) - Mega Man X Legacy Collection 1 + 2 (PC / PS4 / Switch / Xbox One) - Monster Hunter Generations Ultimate (Switch) - Monster Hunter World (PC / PS4 / Xbox One) - Resident Evil 2 (PC / PS4 / Xbox One) - Street Fighter V: Arcade Edition (PC / PS4) CD Projekt - Unspecified RPG (PC / PS4 / Xbox One) Deep Silver - Metro Exodus (PC / PS4 / Xbox One) | Devolver Digital - Serious Sam 4: Planet Badass (PC) Electronic Arts - Anthem (PC / PS4 / Xbox One) - Battlefield V (PC / PS4 / Xbox One) Epic Games - Fortnite Battle Royale (Mobile / PC / PS4 / Xbox One) Focus Home Interactive - A Plague Tale: Innocence (PC / PS4 / Xbox One) - Call of Cthulhu: The Official Video Game (PC / PS4 / Xbox One) - Farming Simulator 19 (PC / PS4 / Xbox One) - GreedFall (PC / PS4 / Xbox One) - Insurgency: Sandstorm (PC / PS4 / Xbox One) - The Surge 2 (PC / PS4 / Xbox One) Microsoft Studios - Forza Horizon 4 (Xbox One / PC) - Halo Infinite (Xbox One / PC) - Gears 5 (Xbox One / PC) - Gears Pop! (Android / iOS) - Gears Tactics (Xbox One / PC) - Ori and The Will Of The Wisp (Xbox One / PC) - We Happy Few (Xbox One / PS4 / PC) Nintendo - Fire Emblem: Three Houses (Switch) - Pokémon: Let's Go, Pikachu! e Let's Go, Eevee! (Switch) - Splatoon 2 (Switch) - Super Smash Bros. Ultimate (Switch) - Super Mario Party (Switch) - Xenoblade Chronicles 2 (Switch) SEGA - Shining Resonance Refrain (PC / PS4 / Switch / Xbox One) - Team Sonic Racing (PC / PS4 / Switch / Xbox One) - Total War: Three Kingdoms (PC) - Valkyria Chronicles 4 (PS4 / Switch / Xbox One) - Yakuza Kiwami 2 (PS4) | Sony Interactive Entertainment - Death Stranding (PS4) - Dreams (PS4) - Ghost of Tsushima (PS4) - The Last of Us Part II (PS4) - Spider-Man (PS4) - Tetris Effect (PS4 / PSVR) Square Enix - Kingdom Hearts III (PS4 / Xbox One) - Shadow of the Tomb Raider (PC / PS4 / Xbox One) Tecmo Koei - Dead or Alive 6 (PC/PS4/XOne, 2019) Team17 - Genesis: Alpha One (PC / PS4 / Xbox One) - Mugsters (PC / PS4 / Switch / Xbox One) - My Time at Portia (PC / PS4 / Switch / Xbox One) - Planet Alpha (PC / PS4 / Switch / Xbox One) Ubisoft - Assassin's Creed: Odyssey (TBA) - Beyond Good & Evil 2 (TBA) - For Honor (PC / PS4 / Xbox One) - Skull & Bones (PC / PS4 / Xbox One) - Starlink: Battle for Atlas (PS4 / Switch / Xbox One) - Tom Clancy's The Division 2 (PC / PS4 / Xbox One) - Transference (PC / PS4 / Xbox One) XSEED Games - Fate/Extella Link (PS4 / PSV) - Freedom Planet (Switch) - Gal Metal (Switch) - Gungrave VR (PS4) - Sakuna: Of Rice and Ruin (PC / PS4) - Senran Kagura Burst Re:Newal (PC / PS4) |